# Ресурфейсер

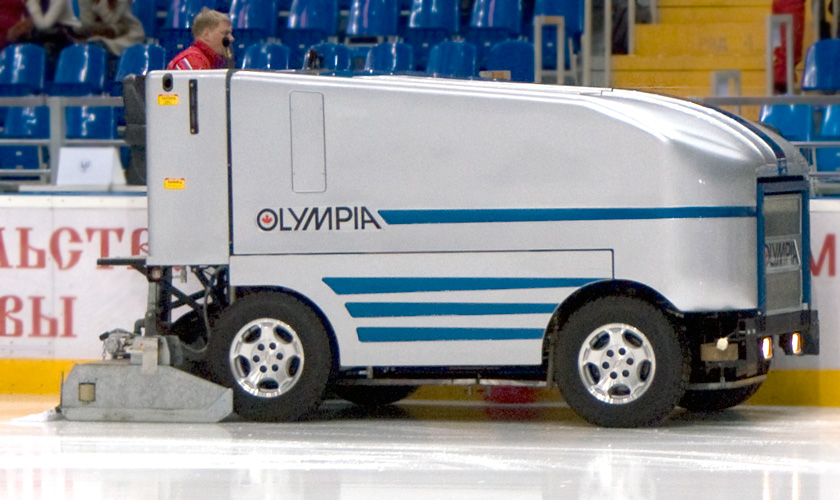
Ресурфейсер марки Olympia

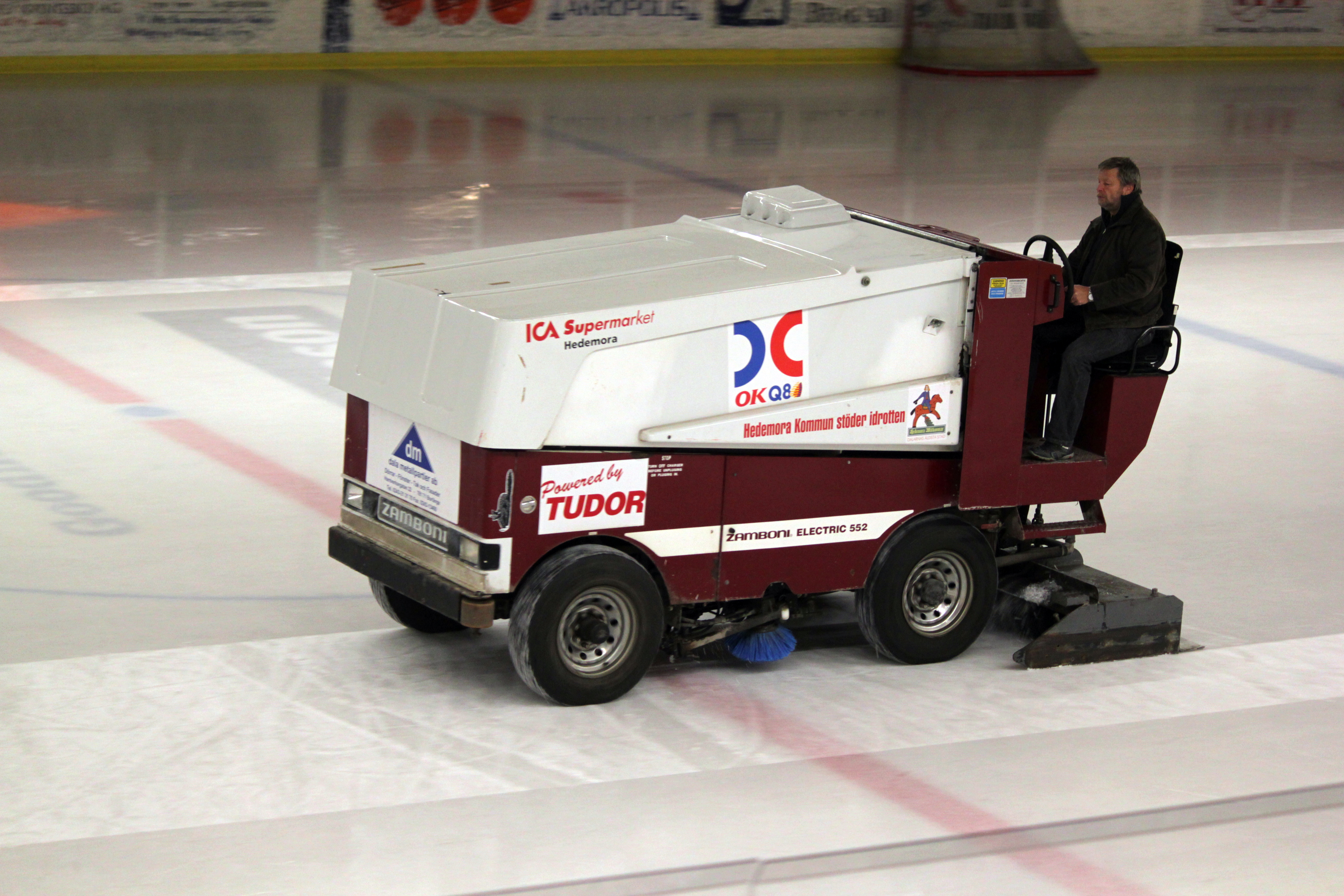
Ресурфейсер виробництва Zamboni, модель 552 Electric

Ресурфейсер (англ. Ice resurfacer) або льодовий комбайн використовується для відновлення льоду на ковзанках. До їх винаходу це проводилося вручну. Перший ресурфейсер винайшов Френк Замбоні 1949 року в місті Парамаунт, штат Каліфорнія. «Замбоні» (Zamboni) є міжнародною зареєстрованою торговою маркою.

## Механізм роботи
У міру руху комбайна по льодовій арені верхній шар (1,5—3 мм) пухкого та нерівного льоду зрізується пласким довгим лезом (на рисунку — A). Зрізаний лід (або сніг) збирається горизонтальним шнеком (B) та подається на вертикальний шнек (C), лезо на кінці якого вкидає сніг у резервуар машини (D). Резервуар може вмістити близько тонни снігу.
Під резервуаром розміщено два баки з водою: один для «мийки» льоду після зняття його шару, а інший — для утворення льоду.
Мийна вода з баку (E) перекачується на очищувач (F), звідки під тиском подається на поверхню ковзанки та вимиває бруд і крижану крихту з тріщин і щілин. Надлишки води, що залишилися на поверхні, збираються гумовим крилом (відомим як «рушник») в задній частині машини (G) та всмоктуються. Гаряча вода частково розтоплює старий лід, щоб новий шар льоду утворив з ним суцільну поверхню, оскільки це краще ніж окремий шар льоду, який легко розколюється. 
Останній етап роботи — це відновлення поверхні. Тепла вода (60° C) з другого баку подається на задню частину гумового крила і рівномірно розподіляється по поверхні льоду. Це допомагає прибрати тріщини та вирівняти поверхню. Після цього, комбайн виїжджає з арени в спеціальний гараж, температура в якому повинна бути завжди вище 1° C, для запобігання замерзання води у баках.
Сніг і крижана крихта, зібрана в резервуар (D), скидається в спеціальну яму для танення снігу. У міру танення снігу, вода з ями йде до дренажу.